# Compétence (psychologie)
Pour les articles homonymes, voir Compétence.
 (décembre 2013).
Si vous disposez d'ouvrages ou d'articles de référence ou si vous connaissez des sites web de qualité traitant du thème abordé ici, merci de compléter l'article en donnant les références utiles à sa vérifiabilité et en les liant à la section « Notes et références ».
Selon la discipline scientifique, la compétence n'est pas définie de la même façon, ne se relie pas aux mêmes notions, et ne comporte pas les mêmes enjeux.
En psychologie du développement et psychologie cognitive, la compétence est une capacité ou une habileté et touche tous les domaines d'étude de la psychologie. Le concept est différent de celui de performance (ce qui est observé, le résultat d'un test par exemple).
En ressources humaines (voir norme AFNOR X50-750), une compétence est une aptitude de capacités (savoir, savoir-faire, savoir-être) mobilisables nécessaire à l'exercice d'une activité (personnelle ou professionnelle) dans un poste déterminé.
La notion de compétence émerge à des époques différentes, et dans des champs scientifiques différents : linguistique, ergonomie, psychologie, sciences de l'éducation, sociologie, puis seulement ensuite gestion (gestion des ressources humaines et stratégie d'entreprise).

## Psychologie du développement
Les psychologues du développement, dont leur précurseur Jean Piaget, distinguent compétence et performance. Les compétences sont des capacités qui ne sont pas visibles et pas mesurables, mais dont le psychologue fait l'hypothèse. Ce sont les habiletés que le psychologue tente de connaître. Les performances sont ce que le psychologue peut voir et mesurer.
Ainsi les compétences (non visibles) ne peuvent être inférées que sur la base des performances (ce qui est observé). Deux enfants peuvent avoir les mêmes compétences cognitives, mais montrer des performances inégales par des raisons qui peuvent relever de facteurs non cognitifs (fatigue par exemple). Par exemple, lorsqu'un enfant ne parle pas lors d'un test, sa performance linguistique est nulle, du moins en apparence. Cependant, il est possible que ce soit parce qu'il n'a pas encore de compétence linguistique bien développée (parce qu'il est trop jeune) ou bien parce que l'enfant ne veut pas parler à ce moment-là et dans cette situation précise (ce qui relève de la motivation ou de la peur, ou d'autres facteurs non cognitifs) alors que sa compétence linguistique est bien développée.
La différence est donc importante et les termes compétences et performances ne sont pas interchangeables en psychologie du développement : les psychologues tentent de comprendre les compétences (sociales, personnelles, etc.) et mesurent des performances.

## Ressources humaines

### Enjeux
La notion de savoir renvoie évidemment aux connaissances initialement et ultérieurement acquises indispensables à l'exercice de l'activité ou de la profession. La notion de savoir procédural est liée à ce qui est commun à la tâche, au poste de travail, au métier, à la profession. L'expérience, le tour de main de l'ouvrier par exemple est lié à la singularité de l'individu, à sa pratique dans l'exercice de l'activité et en relation avec d'autres, au sein de l'équipe, face aux clients. Pour de nombreux spécialistes du travail[Qui ?], la compétence est au centre des trois composants dans un contexte particulier que sont : le savoir (sommes des savoirs théoriques et techniques ou connaissances), le savoir-faire (ou habiletés) et le savoir-être (ou qualités personnelles). Pour chaque individu, il s'agit donc de savoir combiner ses connaissances (savoirs acquis) avec des éléments de sa personnalité (savoir-être) et avec certaines aptitudes (savoir-faire).
Chaque interférence entre ces trois sphères de savoir rend son titulaire : « connaissant » ou « sachant » (savoir et savoir-être), « exécutant » (savoir-faire et savoir-être), et « performant » (savoir et savoir-faire)[réf. nécessaire]. Une personne compétente réunit ces trois facettes de l'exercice de ses savoirs dans différents contextes.
Pour d'autres spécialistes (De Montmollin, Minet, Eray), la notion de « savoir être » ne relève pas, par nature, du domaine des compétences. La compétence est alors un processus psychologique constitué d'un ensemble dynamique de :
- un savoir-faire qui dirige l'action ;
- des savoirs procéduraux qui sont des schèmes conscients ou inconscients mobilisés. Exemple : une procédure pendant l'action ;
- un savoir théorique ou des connaissances théoriques ;
- des savoirs pratiques, expériences difficilement explicitables par l'opérateur, mais dont le contexte d'acquisition lui est connu.

### Confusions ou simplifications hâtives
Somme et croisement de différents savoirs, la vision réductrice de la compétence guette tout observateur qui cherche à l'évaluer sérieusement. Au contraire de la performance, qui est une action efficiente dans une situation donnée, la compétence n'est qu'un potentiel d'actions efficientes dans un ensemble de situations ou contexte. De performances réalisées dans diverses situations, on peut inférer une compétence. Une performance se constate; une compétence s'infère.

### Limites de la définition
La compétence est une hypothèse intellectuelle sur les savoirs dont la combinaison dynamique permet l'activité. On distingue entre les savoirs formalisés (savoir = connaissances et procédures) et les savoirs agissants (savoir-faire, expérience). La dimension comportementale peut éventuellement être évoquée à travers la notion de savoir-être dans le cadre de référentiels de compétences comportementales mais qui restent fragiles face à l'imprévu qui demande alors et de surcroît des capacités d'adaptation hors de tout cadre préétabli.
Pour de nombreux sociologues[Qui ?], la notion de savoir-être est éminemment discutable.

## Aperçu général
Dans l'enseignement, la compétence désigne la mobilisation d'un ensemble de ressources (savoir, savoir-faire, savoir-être), en vue de résoudre une situation complexe appartenant à une famille de situations-problèmes (Roegiers, 2010). Il s'agit de compétence de base pour désigner les compétences qui doivent être acquises pour pouvoir passer d'une année à l'autre, ou d'un cycle à l'autre. La formation continue permettra à chacun d'accroître ses compétences de base initialement acquises mais aussi acquérir d'autres compétences dans d'autres sphères du savoir. La double ou triple compétence de base n'est plus exceptionnelle. Dans le domaine professionnel, la compétence sera définie comme un savoir-agir résultant de la mobilisation et de l'utilisation efficaces d'un ensemble de ressources internes ou externes dans des situations relevant d'un contexte professionnel. Dans une définition comme dans l'autre, la compétence est fortement liée à la notion de situation problème, qui appartient à une famille de situations bien délimitée. On peut alors définir une compétence comme étant un savoir en action.
Plusieurs observateurs français ont apporté leur lecture de la compétence dans le cadre d'une économie des savoirs et de guerre économique où la compétence est un élément essentiel pour les organisations et en particulier les entreprises. Selon Michel Parlier, la compétence a quatre caractéristiques. Selon lui, la compétence est opératoire et finalisée: elle est toujours « compétence à agir », elle est indissociable d'une activité ; elle est également apprise : le travailleur devient compétent par construction personnelle et par construction sociale. Elle est structurée et combine (ce n'est pas une simple addition) des savoir agir, vouloir agir et pouvoir agir ; enfin, elle est abstraite et hypothétique : on ne peut pas observer directement la compétence réelle (à ne surtout pas confondre avec la compétence requise ou prescrite), mais on peut observer ses manifestations, ses conséquences.
Pour Guy Le Boterf (en 2000), les compétences sont les résultantes de trois facteurs :
- le savoir agir qui « suppose de savoir combiner et mobiliser des ressources pertinentes » ;
- le vouloir agir qui se réfère à la motivation de l'individu et au contexte plus ou moins incitatif ;
- le pouvoir agir qui « renvoie à l'existence d'un contexte, d'une organisation de travail, de choix de management, de conditions sociales qui rendent possibles et légitimes la prise de responsabilité et la prise de risques de l'individu ».

Si on se risque à faire une analogie musicale on pourrait dire que les modalités prescrites par les organisations de travail constituent une sorte de partition (c'est la compétence requise). La compétence réelle des agents sera d'interpréter cette partition. Par conséquent il n'y a pas qu'une seule façon de résoudre un problème avec compétence.
Pour Philippe Zarifian, la compétence comprend trois dimensions. La première, une attitude de prise d'initiative et de responsabilité face aux situations dont l'individu ou le groupe a la charge et auxquels ils se confrontent, en visant la réussite de leur action. La seconde, des savoirs d'action qui expriment l'intelligence pratique de ces situations et s'appuient sur la mobilisation de l'expérience et de connaissances acquises en formation. La troisième et dernière, l'existence, le développement, la consolidation et la mobilisation de réseaux d'acteurs qui contribuent directement à la prise en charge des situations ou apportent un soutien.
Pour Claude Levy-Leboyer, la compétence est « la mise en œuvre intégrée d'aptitudes, de traits de personnalité et aussi de connaissances acquises, pour mener à bien une mission complexe dans le cadre de l'entreprise qui en a chargé l'individu, et dans l'esprit de ses stratégies et de sa culture. »
Enfin, Sandra Bellier relève trois caractéristiques principales à la lecture des différentes définitions existantes. La compétence permet d'agir et c'est là que l'on peut la repérer. La compétence est contextuelle, c'est-à-dire qu'elle est liée à une situation professionnelle donnée et correspond donc à un contexte. La compétence regroupe un ensemble de rubriques constitutives dont le savoir, le savoir-faire et souvent — mais pas toujours — le savoir-être.
Il existe également une ou plutôt des approches américaines de la compétence développées en linguistique, en psychologie du travail et dans le domaine de la stratégie d'entreprise.
La pensée complexe et le co-constructivisme d'Edgar Morin ont aussi précisé et relié ce concept de compétence.

## Mise en œuvre
Une compétence acquise se doit d'être mise en pratique pour sauvegarder l'acquis et l'enrichir au gré de l'accumulation d'expériences et suivant le type de savoir en jeu. Le savoir-avoir, qui regroupe les connaissances acquises immédiatement disponibles, exige une répétition de l'usage des concepts. Le savoir-faire impose une pratique quotidienne comme celle du tour de main pour passer au stade de l'automatisme voire de la virtuosité. Le savoir-faire dépend des expériences d'interactions dans un environnement social varié.